# Javier Mejías
Javier Megías Leal (Madrid, 30 de septiembre de 1983) es un ciclista español.
Debutó como profesional en el año 2006 con el equipo Saunier Duval-Prodir.
Tiene Diabetes tipo 1, circunstancia que facilitó su fichaje en 2010 por el equipo Team Type 1, abanderado en el mundo ciclista de la lucha contra la enfermedad. Actualmente, el equipo se denomina Team Novo Nordisk y su plantilla está formada íntegramente por ciclistas con la misma enfermedad. Allí permaneció hasta el año 2017 cuando puso fin a su trayectoria deportiva.

## Palmarés
2007
- 1 etapa de la Vuelta a Chihuahua

## Equipos
- Saunier Duval-Scott (2006-2008)
- Fuji-Servetto (2009)
- Type 1/Novo Nordisk (2010-2017)
  - Team Type 1 (2010)
  - Team Type 1-Sanofi (2011-2012)
  - Team Novo Nordisk (2013-2017)